# Refus des heures supplémentaires
Un refus des heures supplémentaires est une forme de moyen de pression lors duquel les employés limitent leur temps de travail aux heures prévues par leur contrat de travail, refusant ainsi de faire des heures supplémentaires. Ces refus créent moins de perturbation que les grèves et, puisqu'il n'y a pas de violations de contrat par les employés, il y a également moins de risque que des actions disciplinaires soient entamées par l'employeur. Toutefois, ce type de moyen de pression peut avoir un impact important sur les secteurs dans lesquels les heures supplémentaires sont fréquentes, notamment les services d'urgence, les transports publics ou le commerce de détail.
Un refus des heures supplémentaires est similaire à une grève du zèle, dans le sens où dans les deux cas, les employés refusent de faire plus que ce qui leur est demandé. Cependant, le refus des heures supplémentaires se distingue de la grève du zèle dans le sens où les employés peuvent toujours faire des tâches autres que celles qui leur sont habituellement demandées dès lors qu'ils ne dépassent pas leur temps de travail tel qu'inscrit dans leurs contrats.

## En France
En France, le refus par le salarié d'exécuter des heures supplémentaires constitue, selon la jurisprudence, une faute passible de sanction disciplinaire pouvant aller jusqu'au licenciement,.

## Sources
- (en) Cet article est partiellement ou en totalité issu de l’article de Wikipédia en anglais intitulé « Overtime ban » (voir la liste des auteurs).